# Cynolebias constanciae
Cynolebias constanciae là một loài cá thuộc họ Aplocheilidae. Nó là loài đặc hữu của Brasil.